# Opel Rekord D
Der Opel Rekord D ist ein Fahrzeug der oberen Mittelklasse der seinerzeit zum US-amerikanischen Automobilkonzern General Motors (GM) gehörenden Adam Opel AG. Der Rekord D war auch die Basis für den im März 1972 eingeführten Opel Commodore B.

## Modellgeschichte

### Allgemeines

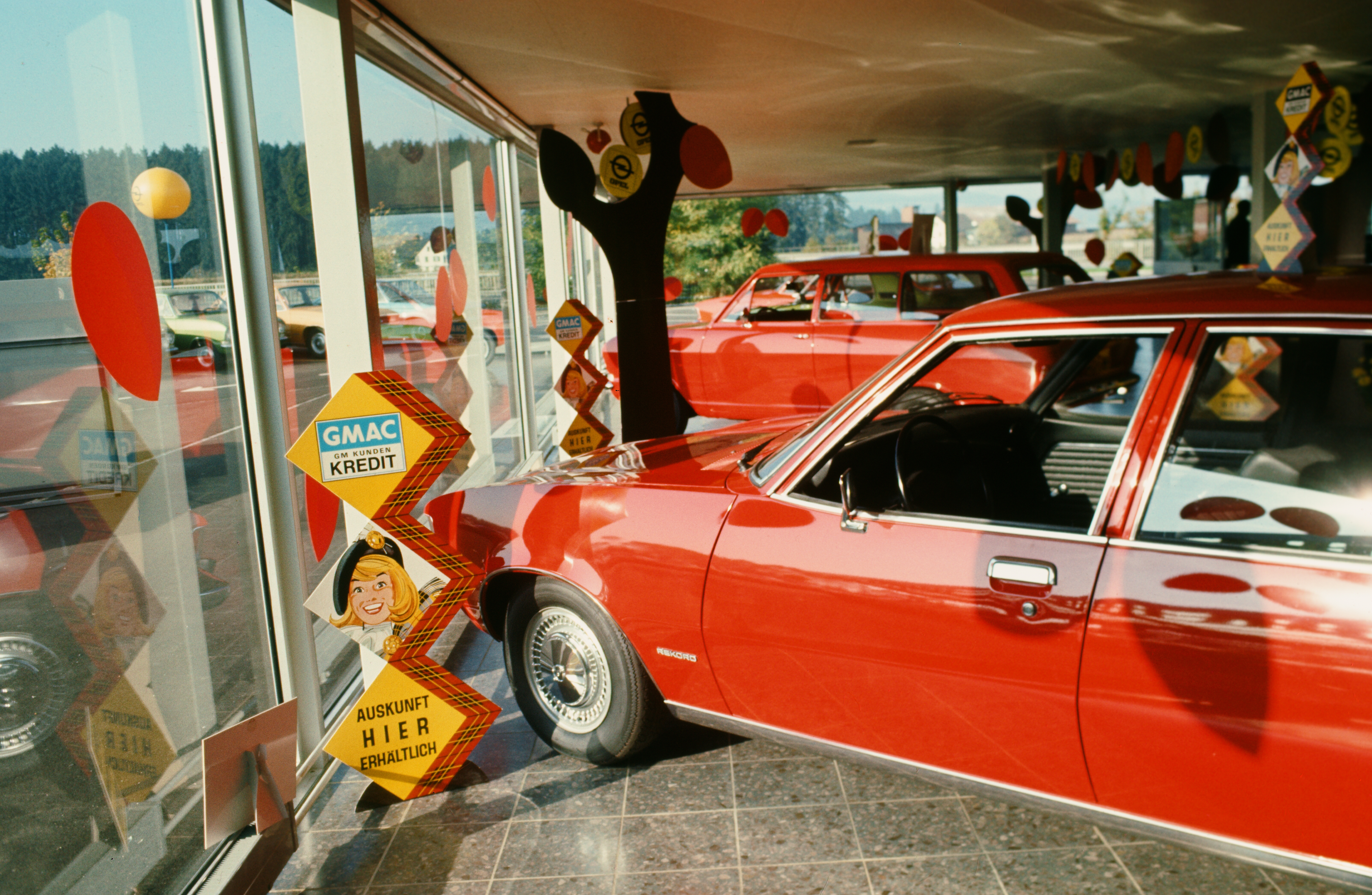
Opel Rekord beim Händler 1972

Der Opel Rekord D, gezeichnet vom Designer Chuck Jordan unter Leitung von Herbert Killmer, wurde im Januar 1972 als Nachfolger des Opel Rekord C vorgestellt. Anfangs hieß er „Rekord II“, um Verwechslungen mit einem Dieselmodell zu vermeiden. Er wurde von Januar 1972 bis Juli 1977 in 1.128.196 Exemplaren produziert, sein Nachfolger war der Opel Rekord E.
Den Rekord D gab es als Basisversion, als Luxusvariante Rekord L und als sportlichen Rekord Sprint. Im September 1974 kam die komfortorientierte Berlina hinzu. In Südafrika und einigen europäischen Ländern lief er als Ranger B, in Südkorea bei Shinjin Motors als Shinjin Record 1900/Royale und im Iran als Chevrolet Iran. Die Millionengrenze wurde im September 1976 mit dem Sondermodell Millionär gefeiert, gefolgt von Maharadscha, Hit und Sport im Frühjahr 1977.
Die selbsttragende Ganzstahlkarosserie bot Platz für fünf Personen und kam in fünf Varianten: zwei- und viertürige Limousine, drei- und fünftüriger Caravan sowie Coupé. Dreitürige Caravans ohne hintere Fenster waren als Lieferwagen erhältlich. Der Kofferraum der Limousine blieb mit 355 Litern klein (Ascona A: 560 Liter), bedingt durch den auf 70 Liter vergrößerten Tank. Der Rostschutz wurde verbessert, etwa durch verzinkte Radläufe und Türkanten. Als erste GM-Entwicklung nutzte der Rekord D die Finite-Elemente-Methode zur Berechnung der Fahrgastzellenbelastung.

### Design und Innenraum
Entgegen der „Coke-Bottle“-Linie des Rekord C mit seiner welligen Gürtellinie setzte Killmers Team auf kantige, moderne Linien, wie sie in den 1970er Jahren en vogue waren. Killmers früherer, eckiger Entwurf für den Rekord C, damals abgelehnt, fand hier Zustimmung. Die klassische Dreivolumen-Karosserie war etwas kompakter (3 cm kürzer und schmaler als der Rekord C), hatte aber größere Glasflächen für bessere Sicht und Helligkeit. 
Die niedrigere Gürtellinie verzichtete auf die „Welle“, um die Fenster zu vergrößern. Der Frontbereich zeigte große rechteckige Scheinwerfer, die Heckleuchten waren quadratisch. Die schlichten, schnörkellosen Linien wirkten moderner, aber weniger elegant als beim Vorgänger. Gummierte Stoßfänger vorn und hinten unterstrichen das zeitgemäße Aussehen. Der Innenraum blieb in der Bequemlichkeit unverändert, profitierte jedoch von der erhöhten Lichtdurchflutung. Der Kofferraum behielt seine Kapazität. Das Armaturenbrett und die Sonnenblenden waren voll gepolstert, was die Sicherheit erhöhte.

### Rekord Diesel
Ab Juli 1972 war erstmals bei einem Opel-Pkw ein Dieselmotor verfügbar: ein 2,1-Liter-Motor mit 44 kW (60 PS), im Export ein 2,0-Liter mit 41 kW (56 PS). Ein Haubenbuckel kennzeichnete die Dieselmodelle, da die obenliegende Nockenwelle mehr Höhe erforderte. Zielgruppe waren Taxis, wodurch Opel die Diesel-Dominanz von Mercedes-Benz seit 1954 brach. Das Leergewicht lag bei Ottomotoren zwischen 1065 und 1090 kg, bei Dieseln bei 1210 bis 1230 kg. Bei GM in den USA galt der „Rekord 2100 D“ zeitweise als Hoffnungsträger für Diesel-Pkw.

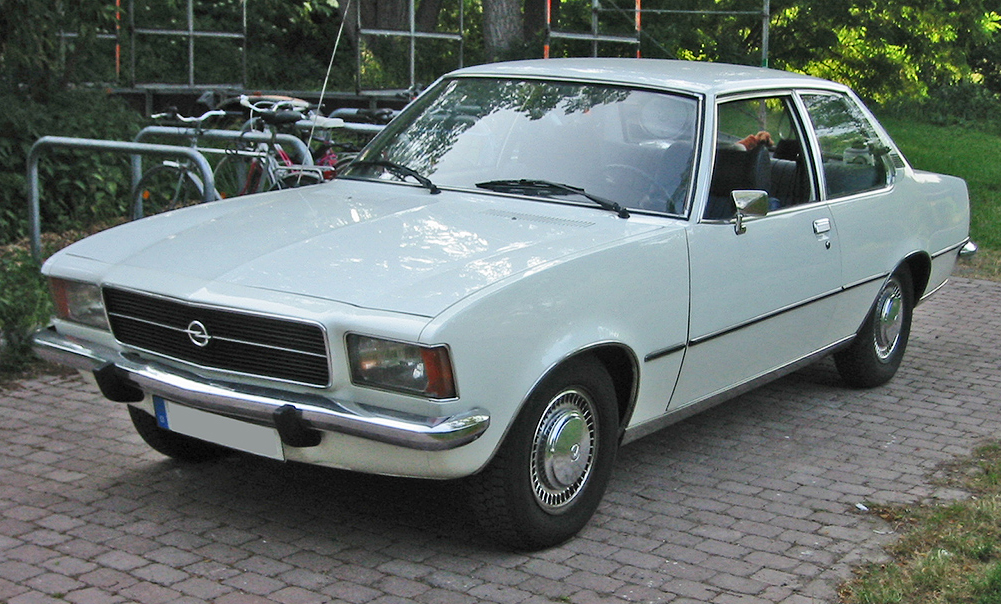
Opel Rekord zweitürige Limousine
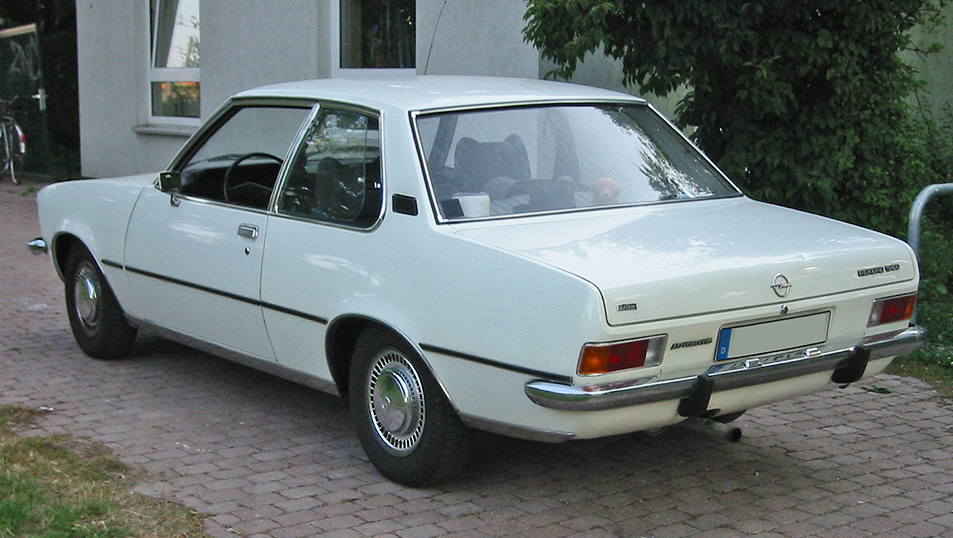
Heckansicht
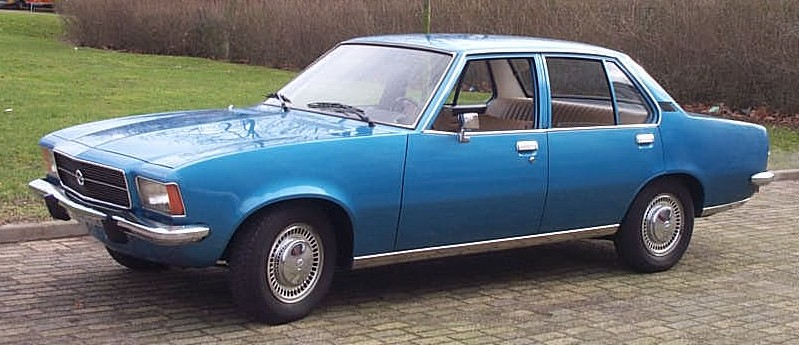
Seitenansicht links Viertürer
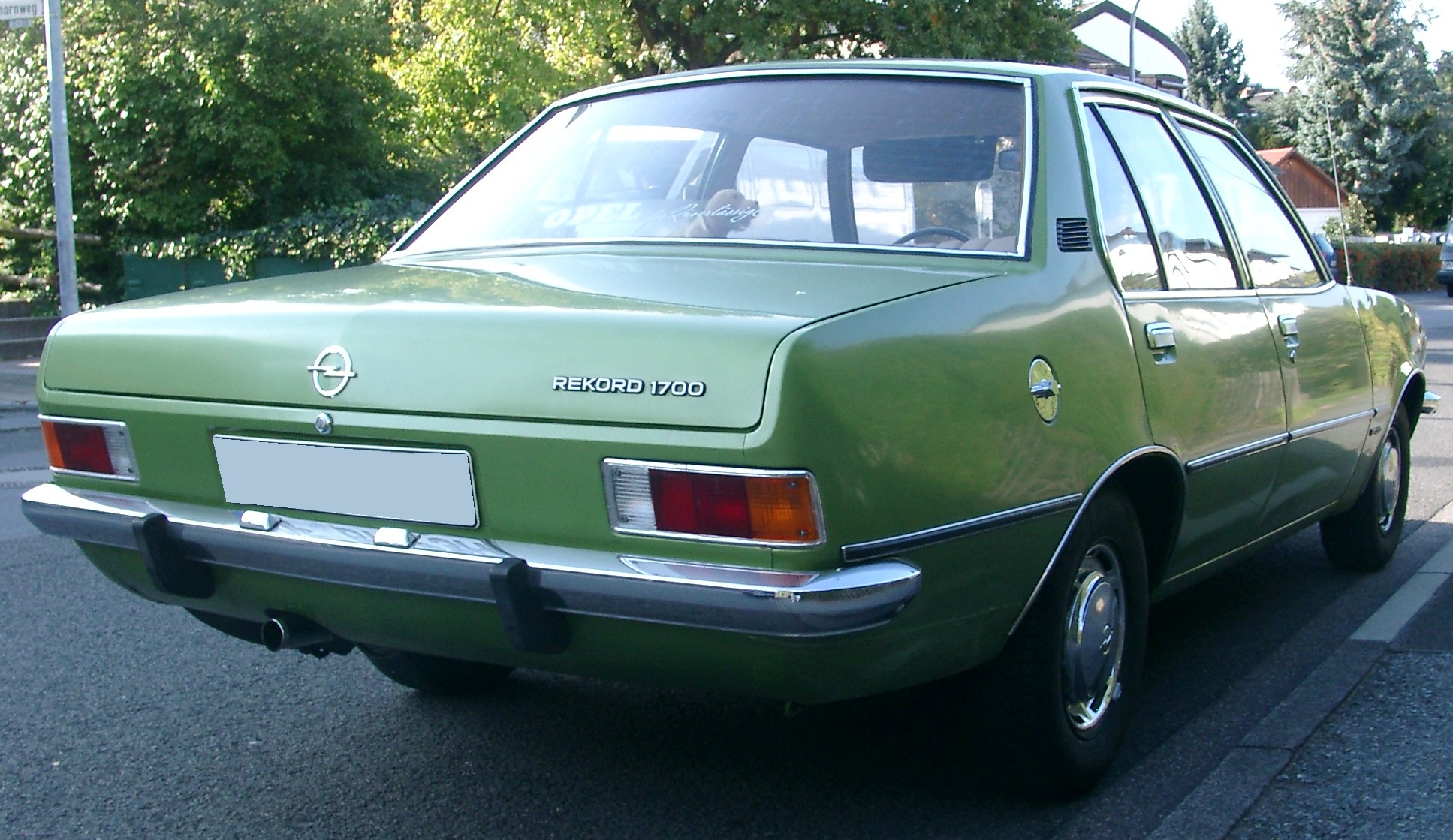
Heckansicht Viertürer
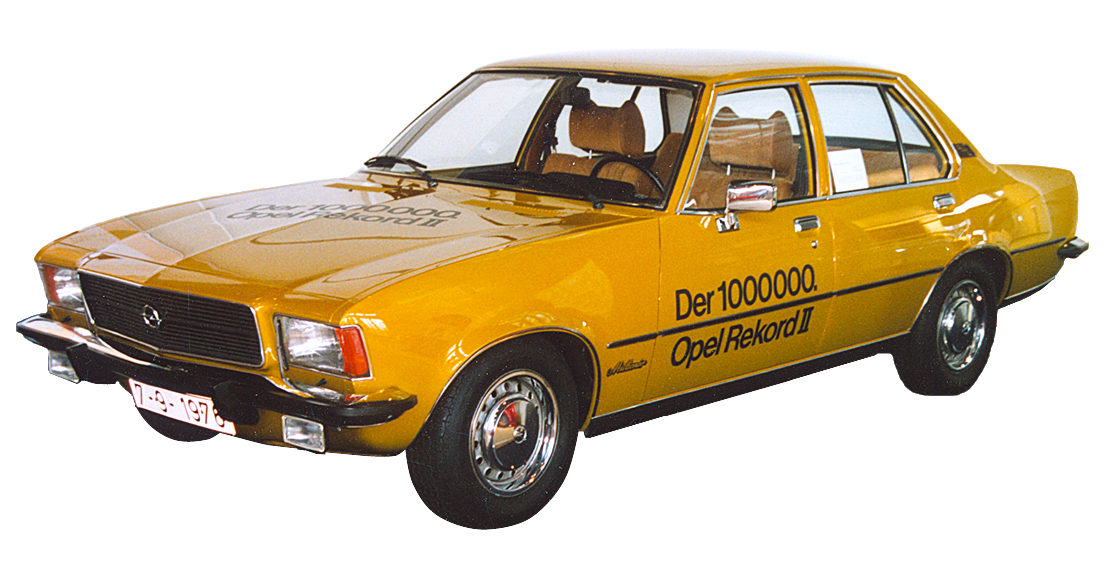
Opel Rekord Millionär
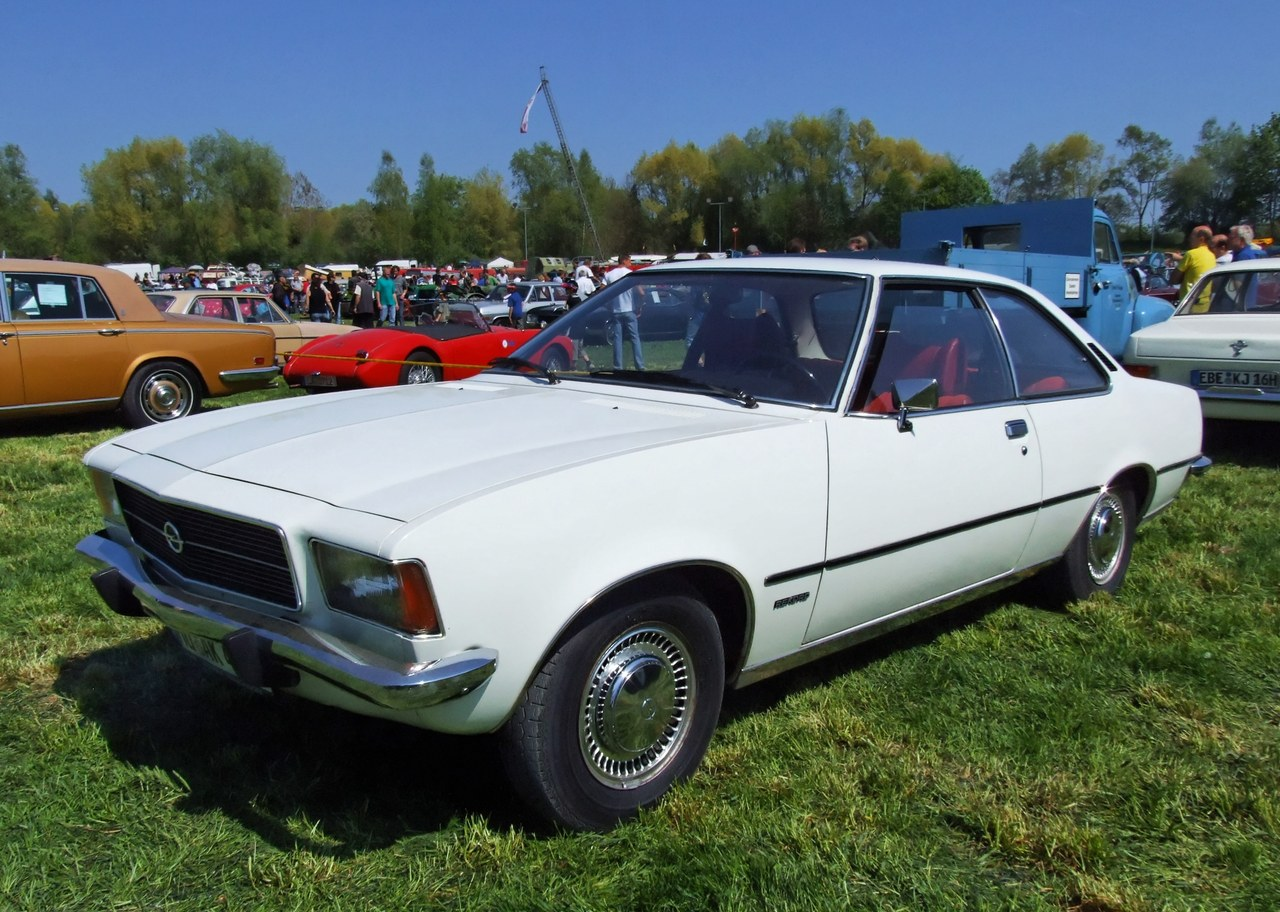
Opel Rekord Coupé 2000
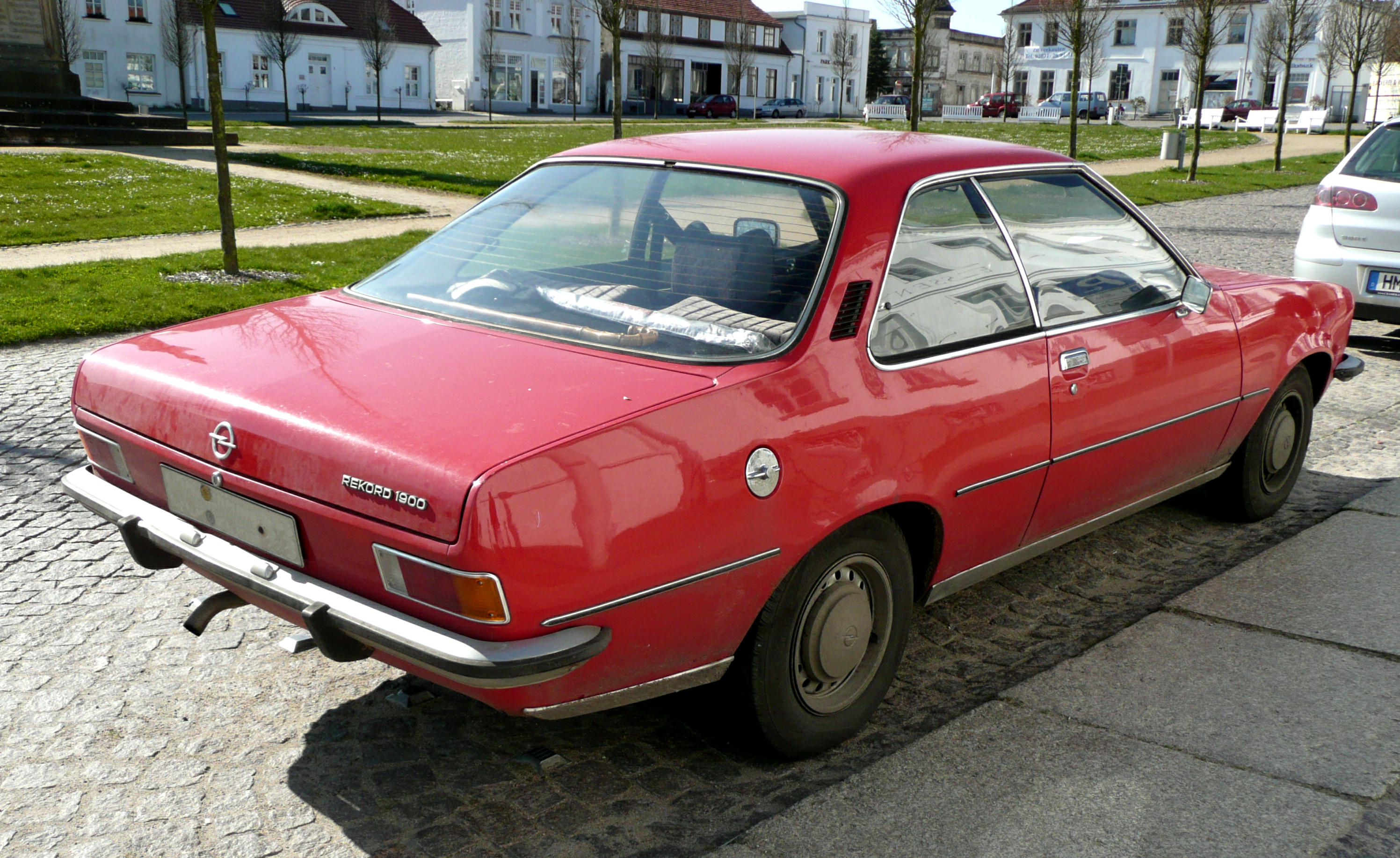
Opel Rekord Coupé 1900
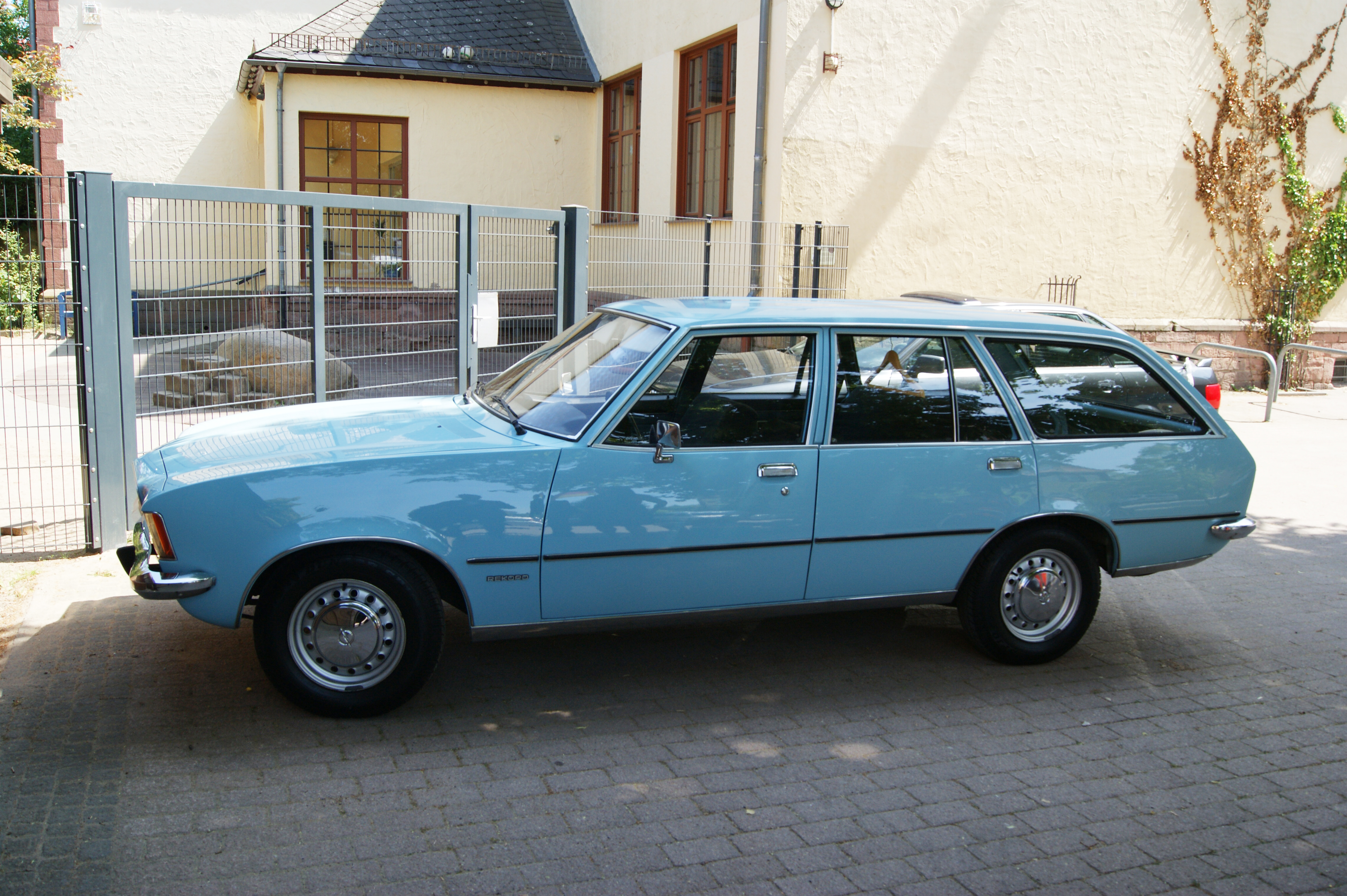
Opel Rekord Caravan
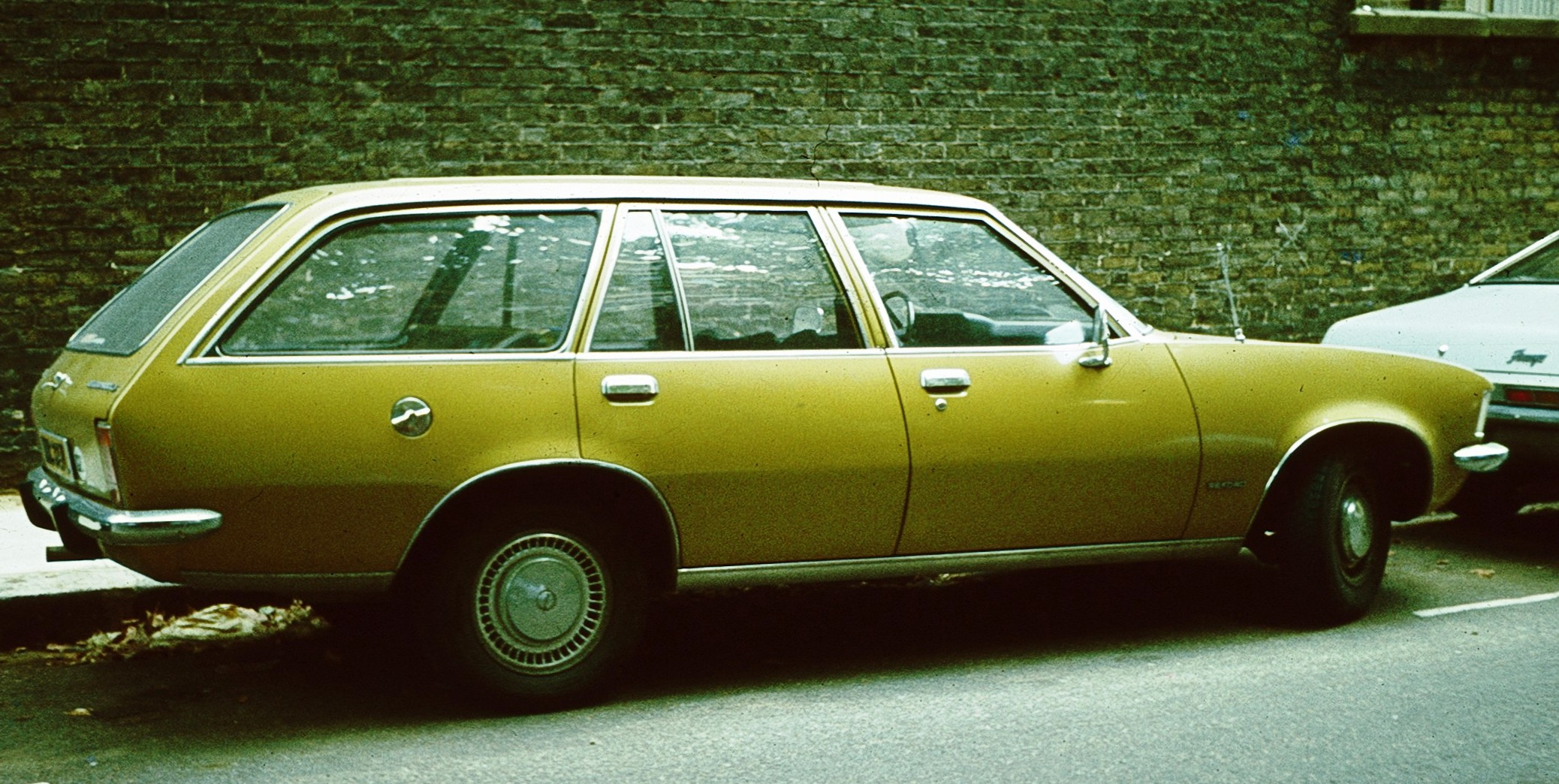
Opel Rekord Caravan
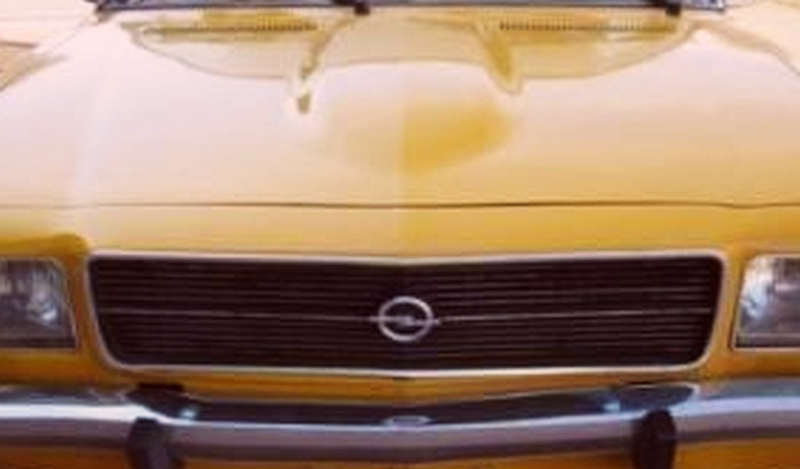
Dieselmotorhaube mit Buckel: Opel Rekord D 2100 D

## Technik
An der im Wesentlichen beibehaltenen Vorderachse des Vorgängers (doppelte, ungleich lange Dreieckslenker mit Schraubenfedern;  Drehstab-Stabilisator und Teleskopstoßdämpfer) gab es einige Korrekturen: Die nun breiter gelagerten Querlenker hatten einen näher an das Rad versetzten Angriffspunkt für den Stabilisator. Nachlauf und die Spurweite waren größer, woran der vergrößerte negative Sturz einen Anteil hatte. Auch an der Hinterachse (Starrachse mit vier Längslenkern, Panhardstab, Schraubenfedern, Drehstab-Stabilisator und Teleskopstoßdämpfer) gab es im Vergleich zum Rekord C kleinere Änderungen, unter anderem standen die Stoßdämpfer nun fast aufrecht und Stabilisator und Schraubenfedern wurden besser aufeinander abgestimmt. Eine veränderte Geometrie der Kugelumlauflenkung vergrößerte die Vorspur beim Bremsen (Scheibenbremsen vorn, Trommelbremsen hinten). Abhängig vom Modell gab es einen Bremskraftbegrenzer für die Hinterräder. Weiterhin erhöhte eine nachgiebige Sicherheitslenksäule den Unfallschutz.
An den Motoren wurde verglichen mit dem Rekord C zunächst wenig geändert. Der 1,5-l-Motor entfiel. Der unveränderte 1,7-l-Motor begnügte sich mit Normalkraftstoff. Der deutlich höher verdichtende Motor der S-Ausführung erhielt mit geänderter Nockenwelle eine Leistungssteigerung auf 83 PS (61 kW). Dieser Motor benötigte den damals stark bleihaltigen Super-Kraftstoff mit 98 Oktan, ebenso wie der 1,9-l-Motor des SH-Modells. Das „H“ steht jedoch nicht für „hochverdichtet“ sondern für „Hydrostößel“. Der 1900 SH war der erste Vierzylinder-Motor von Opel, der damit ausgerüstet war. Die Hydrostößel waren wartungsfreundlich, aber leicht leistungsreduzierend.
Hohe Oktanzahlen wurden seinerzeit nur mit stark gesundheitsschädigenden Bleizusätzen erreicht, deren Verbreitung wegen der immer höher verdichtenden Motoren ein bedenkliches Ausmaß annahm. Im Jahr 1975 wurde daher durch die Änderung des Benzinbleigesetzes der Bleigehalt (als Tetraethylblei) im Kraftstoff auf weniger als die Hälfte der bisherigen Werte begrenzt. Für die mit 9,5 höher verdichtenden Motoren der Ausführungen 1700 S und 1900 SH gab es somit zu diesem Zeitpunkt keinen geeigneten Kraftstoff mehr, um den Betrieb unter der Klopfgrenze zu gewährleisten. Der 1700 S musste daher aus dem Sortiment entfallen. Die Basisausführung 1700 N konnte mit reduzierter Verdichtung im Angebot bleiben, die Leistung reduzierte sich dabei um 6 PS (4,4 kW) auf 60 PS (44 kW). Der Zusatz N deutete auf den möglichen Betrieb mit Normalbenzin hin. Beim 1900 SH bzw. 19SH (S für Superkraftstoff) verringerte Opel die Verdichtung auf 8,8 und die Leistung ging um 7 PS (5,1 kW) auf 90 PS (66 kW) zurück. Die Motoren lassen sich durch einen „*“ oder einen „-“ zwischen dem „19SH“ und der Motornummer auf dem Block unterscheiden. Mit nochmals auf 7,6 zurückgenommener Verdichtung kam außerdem ein 1900 N ins Programm, der 75 PS (55 kW) lieferte. Um die Lücke zum Commodore B zu schließen, kam im September 1975 noch der 2000 S oder 20S mit 2-l-Motor mit 100 PS (74 kW) hinzu.
Die Topmodelle 19SH und 20S liefen nicht mit einem Solex-Vergaser, sondern mit einem Zenith 35/40. Frühe Versionen des Rekord D hatten serienmäßig Lenkradschaltung (ausgenommen Coupés), die Dieselmodelle bis Produktionsende. Die „Sportschaltung“ genannte Mittelschaltung kostete anfangs einen geringen Aufpreis und war für die Dieselversionen nicht lieferbar. Auf Wunsch war auch ein 3-Gang-Automatikgetriebe erhältlich.

## Markterfolg und Auslandsmodelle
Der Rekord D wurde in Europa und darüber hinaus verkauft, wobei lokale Varianten die Marktbedingungen berücksichtigten. In Italien wurde ab Dezember 1974 ein 2,0-Liter-Diesel (1998 cm³, 58 PS/43 kW) angeboten, um die steuerlichen Nachteile von Motoren über 2 Litern zu vermeiden. In Japan war nur der 1900 S verfügbar, mit Optionen wie Rechtslenkung und Automatikgetriebe. In Südafrika wurden ab Dezember 1972 die Chevrolet-Modelle 2500, 3800 und 4100 mit größeren Sechszylindermotoren (z. B. 3800 cm³ mit 157 PS/115,6 kW) produziert, die eine breite Haube und verstärkte Federung erforderten. Im Iran wurde er als Chevrolet Royale oder Chevrolet Iran (mit Sechszylinder-Motoren) von Iran General Motors gebaut.
Der Ranger B, produziert in Antwerpen ab 1972, basierte auf dem Rekord D und bot Motoren von 1697 cm³ (83 PS/61 kW) bis 2,8 Liter (130 PS/96 kW, aus der Commodore-Baureihe), mit angepasster Front und Doppelrundscheinwerfern. Der Ranger verschwand 1975 wegen mangelnder Differenzierung.
Der Rekord D galt als „bester BMW, der je aus Hessen kam“, dank seines stilsicheren Designs und seiner Dynamik, blieb aber preislich wettbewerbsfähig gegenüber Modellen wie dem VW 411. Die Ölkrise 1973 und der kleinere Opel Ascona ab 1975 beeinflussten die Nachfrage negativ, während mit dem Audi 100 C1 ein zunehmender Konkurrent heranwuchs.

## Datentabelle
| Opel Rekord                         | 1700                                                                                | 1700 S                                                                              | 1900                                                                                | 1900 S                                                                              | 1900 SH                                                                             | 2000 S                                                                              | 2100 D                                                                           |
| ----------------------------------- | ----------------------------------------------------------------------------------- | ----------------------------------------------------------------------------------- | ----------------------------------------------------------------------------------- | ----------------------------------------------------------------------------------- | ----------------------------------------------------------------------------------- | ----------------------------------------------------------------------------------- | -------------------------------------------------------------------------------- |
| Motor                               | 4-Zylinder-Reihenmotor (Viertakt)                                                   | 4-Zylinder-Reihenmotor (Viertakt)                                                   | 4-Zylinder-Reihenmotor (Viertakt)                                                   | 4-Zylinder-Reihenmotor (Viertakt)                                                   | 4-Zylinder-Reihenmotor (Viertakt)                                                   | 4-Zylinder-Reihenmotor (Viertakt)                                                   | 4-Zylinder-Reihenmotor (Viertakt)                                                |
| Hubraum                             | 1698 cm³                                                                            | 1698 cm³                                                                            | 1897 cm³                                                                            | 1897 cm³                                                                            | 1897 cm³                                                                            | 1979 cm³                                                                            | 2068 cm³                                                                         |
| Bohrung × Hub                       | 88 × 69,8 mm                                                                        | 88 × 69,8 mm                                                                        | 93 × 69,8 mm                                                                        | 93 × 69,8 mm                                                                        | 93 × 69,8 mm                                                                        | 95 × 69,8 mm                                                                        | 88 × 85 mm                                                                       |
| Leistung bei 1/min                  | 44–49 kW (60–66 PS) bei 4800–5300                                                   | 61 kW (83 PS) bei 5400                                                              | 55 kW (75 PS) bei 4800                                                              | 66 kW (90 PS) bei 4400                                                              | 71 kW (97 PS) bei 4800                                                              | 74 kW (100 PS) bei 5200                                                             | 44 kW (60 PS) bei 4400                                                           |
| Max. Drehmoment bei 1/min           | 112–118 Nm bei 2500–2600                                                            | 127 Nm bei 3200                                                                     | 132 Nm bei 2800                                                                     | 145 Nm bei 3800                                                                     | 147 Nm bei 3800                                                                     | 155 Nm bei 3600                                                                     | 118 Nm bei 2500                                                                  |
| Verdichtung                         | 8,2, später 8,0:1                                                                   | 9,8:1                                                                               | 7,6:1                                                                               | 8,8:1                                                                               | 9,8:1                                                                               | 9,0:1                                                                               | 22,0:1                                                                           |
| Gemischaufbereitung                 | 1 Register-Fallstromvergaser Solex 35PDSI                                           | 1 Register-Fallstromvergaser Solex 32 didta                                         | 1 Register- Fallstromvergaser Solex 35PDSI                                          | 1 Register- Fallstromvergaser Zenith 35/40 INAT                                     | 1 Register- Fallstromvergaser Zenith 35/40 INAT                                     | 1 Register- Fallstromvergaser Zenith 35/40 INAT                                     | Bosch-Diesel-Einspritzpumpe                                                      |
| Ventilsteuerung                     | Hängende Ventile und Kipphebel (seitliche Nockenwelle im Zylinderkopf, Duplexkette) | Hängende Ventile und Kipphebel (seitliche Nockenwelle im Zylinderkopf, Duplexkette) | Hängende Ventile und Kipphebel (seitliche Nockenwelle im Zylinderkopf, Duplexkette) | Hängende Ventile und Kipphebel (seitliche Nockenwelle im Zylinderkopf, Duplexkette) | Hängende Ventile und Kipphebel (seitliche Nockenwelle im Zylinderkopf, Duplexkette) | Hängende Ventile und Kipphebel (seitliche Nockenwelle im Zylinderkopf, Duplexkette) | Hängende Ventile und Schlepphebel (obenliegende Nockenwelle, Duplexkette)        |
| Kühlung                             | Wasserkühlung                                                                       | Wasserkühlung                                                                       | Wasserkühlung                                                                       | Wasserkühlung                                                                       | Wasserkühlung                                                                       | Wasserkühlung                                                                       | Wasserkühlung                                                                    |
| Getriebe                            | 4-Gang-Getriebe, Lenkrad- oder Knüppelschaltung (a. W. Dreigangautomatik (Opel))    | 4-Gang-Getriebe, Lenkrad- oder Knüppelschaltung (a. W. Dreigangautomatik (Opel))    | 4-Gang-Getriebe, Lenkrad- oder Knüppelschaltung (a. W. Dreigangautomatik (Opel))    | 4-Gang-Getriebe, Lenkrad- oder Knüppelschaltung (a. W. Dreigangautomatik (Opel))    | 4-Gang-Getriebe, Lenkrad- oder Knüppelschaltung (a. W. Dreigangautomatik (Opel))    | 4-Gang-Getriebe, Lenkrad- oder Knüppelschaltung (a. W. Dreigangautomatik (Opel))    | 4-Gang-Getriebe, Lenkrad- oder Knüppelschaltung (a. W. Dreigangautomatik (Opel)) |
| Radaufhängung vorn                  | Einzelradaufhängung an Doppelquerlenkern, Schraubenfedern                           | Einzelradaufhängung an Doppelquerlenkern, Schraubenfedern                           | Einzelradaufhängung an Doppelquerlenkern, Schraubenfedern                           | Einzelradaufhängung an Doppelquerlenkern, Schraubenfedern                           | Einzelradaufhängung an Doppelquerlenkern, Schraubenfedern                           | Einzelradaufhängung an Doppelquerlenkern, Schraubenfedern                           | Einzelradaufhängung an Doppelquerlenkern, Schraubenfedern                        |
| Radaufhängung hinten                | Starrachse mit Doppel-Längslenkern und Panhardstab, Schraubenfedern                 | Starrachse mit Doppel-Längslenkern und Panhardstab, Schraubenfedern                 | Starrachse mit Doppel-Längslenkern und Panhardstab, Schraubenfedern                 | Starrachse mit Doppel-Längslenkern und Panhardstab, Schraubenfedern                 | Starrachse mit Doppel-Längslenkern und Panhardstab, Schraubenfedern                 | Starrachse mit Doppel-Längslenkern und Panhardstab, Schraubenfedern                 | Starrachse mit Doppel-Längslenkern und Panhardstab, Schraubenfedern              |
| Lenkung                             | Kugelumlauflenkung                                                                  | Kugelumlauflenkung                                                                  | Kugelumlauflenkung                                                                  | Kugelumlauflenkung                                                                  | Kugelumlauflenkung                                                                  | Kugelumlauflenkung                                                                  | Kugelumlauflenkung                                                               |
| Karosserie                          | Stahlblech, selbsttragend                                                           | Stahlblech, selbsttragend                                                           | Stahlblech, selbsttragend                                                           | Stahlblech, selbsttragend                                                           | Stahlblech, selbsttragend                                                           | Stahlblech, selbsttragend                                                           | Stahlblech, selbsttragend                                                        |
| Spurweite vorn/hinten               | 1419/1400 mm                                                                        | 1419/1400 mm                                                                        | 1419/1400 mm                                                                        | 1419/1400 mm                                                                        | 1419/1400 mm                                                                        | 1419/1400 mm                                                                        | 1419/1400 mm                                                                     |
| Radstand                            | 2668 mm                                                                             | 2668 mm                                                                             | 2668 mm                                                                             | 2668 mm                                                                             | 2668 mm                                                                             | 2668 mm                                                                             | 2668 mm                                                                          |
| Länge                               | 4567–4635 mm                                                                        | 4567–4635 mm                                                                        | 4567–4635 mm                                                                        | 4567–4635 mm                                                                        | 4567–4635 mm                                                                        | 4567–4635 mm                                                                        | 4567–4635 mm                                                                     |
| Leergewicht                         | 1090–1330 kg                                                                        | 1090–1330 kg                                                                        | 1090–1330 kg                                                                        | 1090–1330 kg                                                                        | 1090–1330 kg                                                                        | 1090–1330 kg                                                                        | 1090–1330 kg                                                                     |
| Höchstgeschwindigkeit               | 135–143 km/h                                                                        | 155–160 km/h                                                                        | 145–150 km/h                                                                        | 155–160 km/h                                                                        | 160–165 km/h                                                                        | 165–170 km/h                                                                        | 127–135 km/h                                                                     |
| 0–100 km/h                          | 20–26 s                                                                             | 16–18,5 s                                                                           | 17–20 s                                                                             | 15–17,5 s                                                                           | 14–16,5 s                                                                           | 13–14 s                                                                             | 23,5–32 s                                                                        |
| Verbrauch (Liter/100 Kilometer) (1) | 12,0–13,5 N                                                                         | 12,5–14,0 S                                                                         | 12,5–14,0 N                                                                         | 12,5–14,0 S                                                                         | 12,5–14,0 S                                                                         | 12,0–13,5 S                                                                         | 8–9,5 D                                                                          |